# Kirov-klassen
Kirov-klassen er en klasse af krydsere brugt af Ruslands flåde (ofte fejlagtigt omtalt som slagkrydsere) og er det største og tungeste krigsskibe (hvis man ikke medregner hangarskibe, amfibieskibe eller undervandsbåde) i brug i dag) og er på størrelse med en dreadnought fra 1. verdenskrig. Oprindeligt blev klassen bygget til Sovjetunionen, hvor de blev benævnt Projekt 1144 ((russisk) Orlan – Hvidhovedet havørn). Tilblivelsen af Kirov-klassen siges også at være skyld i US Navy's genaktivering af slagskibene af Iowa-klassen i 1980'erne.
Skroget fra Kirov-klassen blev også brugt som udgangspunkt for det atomdrevne kommandoskib SSV-33 Ural

## Historie
Det første skib i klassen Kirov (omdøbt til Admiral Usjakov i 1992 efter Sovjetunionens opløsning blev køllagt i juni 1973 på Leningrad's Baltijskij orlogsværft hvor det blev søsat den 27. december 1977 og heste kommando den 30. december 1980. Da skibet på sine prøvesejladser mødte NATO-skibe for første gang i 1981 blev den benævnt BALCOM I (Baltic Combatant I).
Kirov blev udsat for en reaktorulykke i 1990 under et togt i Middelhavet. Reparationer blev aldrig udført på grund af manglende penge og den forandrede politiske situation i Sovjetunionen. Skibet blev en overgang brugt som reservedelslager for de resterende skibe i klassen.
Frunze, det andet skib i klassen hejste kommando i 1984. Skibet blev underlagt Stillehavsflåden. I 1992 blev Frunze omdøbt til Admiral Lazarev. Skibet blev placeret i reserve i 1994 og udgik af flådens tal fire år senere. Skibet er dog stadig i reserve. Den 19. september 2009 udtalte general Popovkin, Viceforsvarsminister med ansvar for udrustning, at forsvarsministeriet ønskede at lade Admiral Lazarev genindtræde i aktiv tjeneste.
Kalinin var det tredje skib der indgik i tjeneste i 1988. Skibet blev, ligesom Kirov, underlagt Nordflåden. Omdøbt til Admiral Nakhimov og lagt i reserve i 1999. Skibet blev reaktiveret i 2005 og er for tiden under en opgradering på værftet i Severodvinsk.
Konstruktionen af det fjerde skib, Jurij Andropov, skete under flere forsinkelser; konstruktionen startede i 1986, men hejste ikke kommando før 1998. Skibet blev omdøbt til Pjotr Velikij (Peter den Store) i 1992. Skibet er Nordflådens flagskib.
Den 23. marts 2004 udtalte den russiske flådechef Admiral Vladimir Kuroedov at Pjotr Velikij's reaktor var i ekstremt ringe stand og kunne eksplodere "hvert øjeblik". Dette udsagn blev senere trukket tilbage og kan have været et resultat af intern politik i den russiske flåde, da Admiral Igor Kasatonov (Chefen for Pjotr Velikij's kaptajn Vladimir Kasatonov) skulle vidne i retten omkring tabene af ubådene K-159 og K-141 Kursk.
Det femte skib i klassen skulle have heddet Admiral Flota Sovjetskogo Kuznetsov, men nåede aldrig at køllagt og blev annulleret i 1990. Skibet skulle oprindeligt have heddet Djerzjinskij men blev skiftet til Oktjabrskaja Revoljutsija (Oktoberrevolutionen), og til sidst Kuznetzov.

## Skibe i klassen
| Pnt. | Navn                              | Kølen lagt     | Søsat             | Indgået           | Skæbne                                                     | Kaldesignal |
| ---- | --------------------------------- | -------------- | ----------------- | ----------------- | ---------------------------------------------------------- | ----------- |
| 065  | Admiral Usjakov (ex-Kirov)        | 26. marts 1974 | 27. december 1977 | 30. december 1980 | Forventes ombygget og at indgå i aktiv tjeneste inden 2020 | -           |
| 050  | Admiral Lazarev (ex-Frunze)       | 26. juli 1978  | 26. maj 1981      | 31. oktober 1984  | Forventes ombygget og at indgå i aktiv tjeneste inden 2020 | -           |
| 085  | Admiral Nakhimov (ex-Kalinin)     | 21. juli 1983  | 4. marts 1986     | 30. december 1988 | Under ombygning, forventes i aktiv tjeneste i 2012         | -           |
| 099  | Pjotr Velikij (ex-Jurij Andropov) | 11. marts 1986 | 29. april 1989    | 9. april 1998     | I aktiv tjeneste                                           | -           |